# Artéria uterina
A artéria uterina é uma artéria presente somente nas fêmeas que vasculariza o útero. Se configura como uma artéria intensamente espiralada, de forma a acompanhar o crescimento do útero durante a gestação

## Estruturas
A artéria uterina geralmente surge da divisão anterior da artéria ilíaca interna. Ela vai em direção ao útero, cruzando o ureter anteriormente.
Ela viaja através do paramétrio do ligamento largo do útero inferior.
Geralmente se anastomosa com a artéria vaginal. A artéria vaginal às vezes surge da artéria uterina, ao invés de ser ramo direto da artéria ilíaca interna.

## Ramos e órgãos vascularizados
- Ligamento redondo do útero
- Ovário ("Ramos ovarianos")
- Útero
  - Miométrio (helicine branches of uterine artery)
- Vagina ("Ramos vaginais" - artérias ázigos da vagina)
- Tuba uterina ("Ramo tubal")